# Kartoffelschnapspest

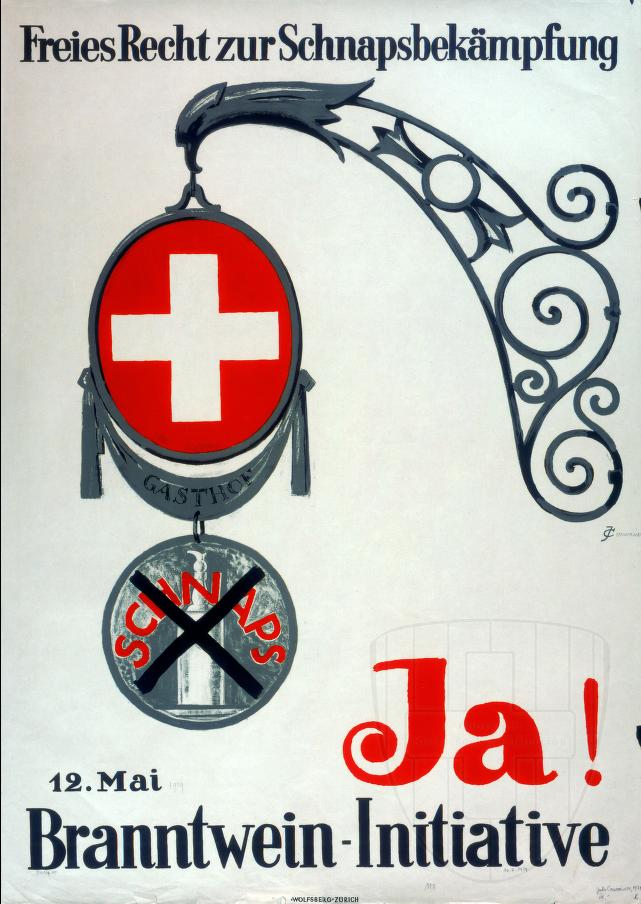
Propaganda-affiche die oproept om tijdens het referendum van 1929 voor het veralgemeend verbod te stemmen. Het referendum bracht geen meerderheid op voor het voorstel.

De Kartoffelschnapspest (Nederlands: "aardappelschnapspest") of alcoholpest was de naam die in Zwitserland en Tirol werd gegeven aan de overmatige consumptie van ongezonde eau de vie op basis van aardappelen, die zich als een epidemie leek te verspreiden, op het einde van de 19e eeuw. In Duitsland noemt men dit fenomeen ook weleens de Branntweinpest.

## Geschiedenis
De Zwitserse Grondwet voerde, na de eerste grote grondwetsherziening van 1874, de vrijheid van handel in in Zwitserland. Hierdoor verdwenen verscheidene restricties op de verkoop van producten. Na enige tijd kwamen er echter bepaalde sterkedranken van mindere kwaliteit op de markt, zoals Kartoffelschnaps en Härdöpfeler, die werd vervaardigd in kleinschalige destilleerderijen in vooral de meer landelijke kantons. Deze dranken werden verwerkt in voedsel of als drug geserveerd aan de armen en de arbeidersklasse. Vele mensen die van deze dranken van mindere kwaliteit dronken, werden blind of stierven door de inname van foezelolie die daarmee gepaard ging.
De machteloosheid van de kantonnale wetgevers tegen dit fenomeen werd al snel duidelijk. De federale wetgever zag zich daarom genoodzaakt om op te treden. Na een intens debat werd, na een referendum, in oktober 1885 een nieuw artikel aan de Zwitserse Grondwet toegevoegd over de alcoholkwestie, dat zou toelaten om een einde te stellen aan het misbruik van de sterkedrank. De wet op het gebruik van alcohol van 1887 was in dezelfde geest opgesteld. Deze eerste regeling had echter enkel betrekking op eau de vie op basis van aardappelen en niet op dranken op basis van bessen en fruit en evenmin op wijn. In 1929 werd in een referendum een veralgemeende uitbreiding van het verbod weggestemd. Een jaar later, in 1930, werd alsnog een nieuw artikel 32bis in de Grondwet opgenomen met een regeling voor alle sterkedranken.